# Todos os Santos (Coronel Fabriciano)
Todos os Santos é um bairro do município brasileiro de Coronel Fabriciano, no interior do estado de Minas Gerais. Localiza-se no distrito-sede, estando situado no Setor 1. Segundo o censo demográfico de 2022, realizado pelo Instituto Brasileiro de Geografia e Estatística (IBGE), sua população era de 592 habitantes e havia 235 domicílios particulares permanentes ocupados.
De acordo com o IBGE, em 2010 a população era de 368 habitantes e havia 136 domicílios particulares.
O bairro surgiu após a área onde está situado ser loteada pela Companhia Imobiliária Alterosa na década de 1960. É cortado pela Avenida Tancredo Neves, antigo trecho da BR-381 municipalizado no começo de 2010, após a extensão sob concessão federal ser transferida para fora do perímetro urbano, no interior do município de Timóteo.

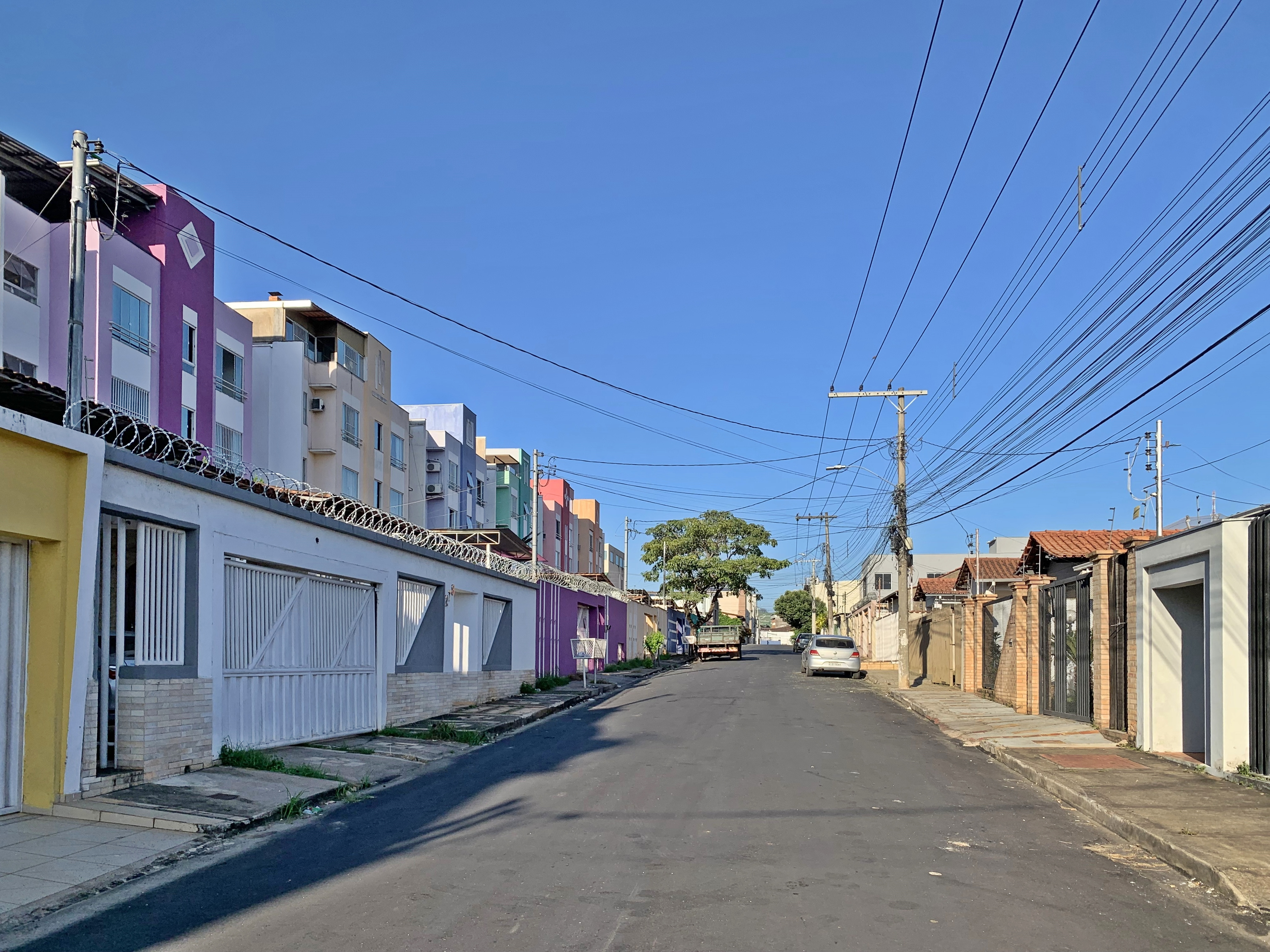
Rua Seminário Betânia no bairro Todos os Santos
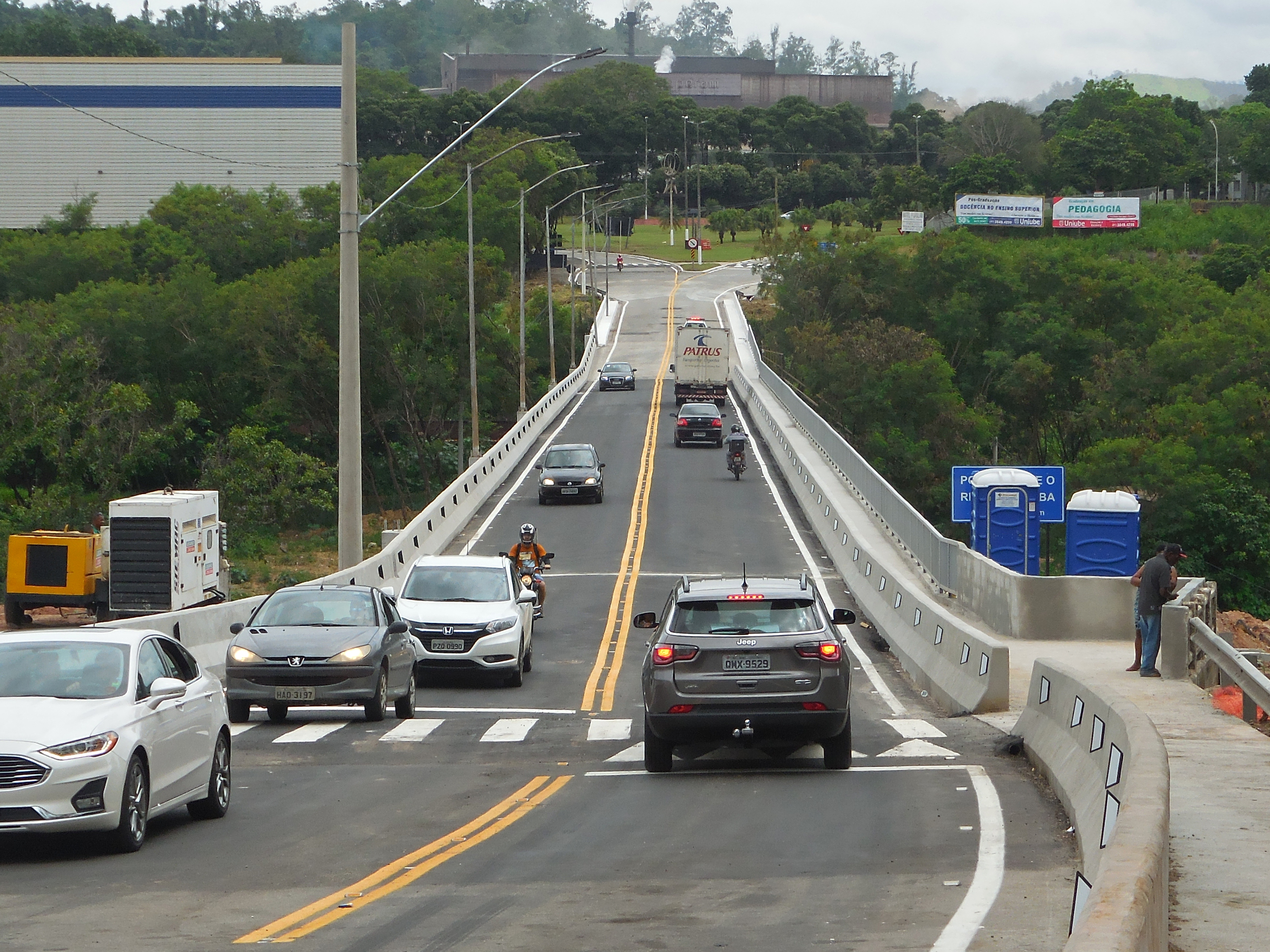
Cabeceira da "ponte velha" vista do bairro